# Зено, Тьерри
Тьерри́ Зено́ (фр. Thierry Zéno), урождённый Тьерри́ Жона́р (фр. Thierry Jonard; 22 апреля 1950 — 7 июня 2017) — бельгийский писатель, продюсер и кинорежиссёр.
Его фильмы включают скандальный фильм ужасов Vase de Noces (1974), и документальный фильм ¡Ya basta! Le cri des sans-visage (1995—1997) о сапатистских повстанцах в Чьяпасе, Мексика.
Его увлечение художниками отражено в работах Les muses sataniques (1983), Ce tant bizarre Monsieur Rops (2000) и Eugène Ionesco, voix et Silence (1987).
Зено создал отдел «видео» в Академии дизайна и декоративного искусства Моленбек-Сен-Жан, где был учителем с 1985 по 1999 год и директором с 1999 года, до самой смерти 7 июня 2017 года.

## Фильмография
| Год  | Фильм                                     | Участие                       |
| ---- | ----------------------------------------- | ----------------------------- |
| 1971 | Bouche sans fond ouverte sur les horizons | Продюсер, Монтажёр            |
| 1974 | Vase de noces                             | Режиссёр                      |
| 1979 | Des morts                                 | Продюсер                      |
| 1983 | Les muses sataniques                      | Режиссёр, Сценарист, Оператор |
| 1984 | Les Tribulations de saint Antoine         | Режиссёр, Монтажёр, Оператор  |
| 1986 | Artifices d’acier                         | Режиссёр                      |
| 1987 | Eugène Ionesco, voix et silences          | Режиссёр, Сценарист           |
| 1992 | Chroniques d’un village Tzotzil           | Режиссёр                      |
| 1997 | ¡Ya Basta! Le cri des sans-visage         | Режиссёр                      |
| 2000 | Ce tant bizarre monsieur Rops             | Режиссёр                      |